# میرزا غالیب (فیلم)
میرزا غالیب (به هندی: Mirza Ghalib) فیلمی محصول سال ۱۹۵۴ و به کارگردانی سهراب مودی است. در این فیلم بازیگرانی همچون بهارات بوشان، ثریا، نگار سلطانا، دورگا کوته، مراد، مکری، اوهاس ایفای نقش کرده‌اند.
این فیلم به زندگی غالب دهلوی می‌پردازد.